# Дзанникеллия
Дзанникеллия, или заникеллия, или занихелия, или занихеллия, или занникеллия, или заннихеллия, или цанникеллия, или цаникеллия, или цанникелия (лат. Zannichellia) — род водных травянистых растений семейства Рдестовые (Potamogetonaceae). Род назван в честь итальянского ботаника Джованни Джероламо Дзанникелли.

## Описание
Погружённые в воду многолетние травы. Листья линейные или нитевидные с одной жилкой. Листорасположение — супротивное. Тычиночные и пестичные цветки располагаются обычно в пазухе одного листа на одном растении. Андроцей состоит из одного пыльника на тонкой тычиночной нити. Гинецей образован 2—5 свободными плодолистиками с длинными стилодиями на вершине. Плоды — мелкие (1,8—3,5 мм), дуговидно-изогнутые, расположены на длинных ножках.

## Виды
Род включает 6 видов:
- Zannichellia andina Holm-Niels. & R.R.Haynes (1985)
- Zannichellia aschersoniana Graebn. (1907)
- Zannichellia contorta (Desf.) Cham. (1827)
- Zannichellia obtusifolia Talavera, García-Mur. & H.Smit (1986)
- Zannichellia palustris L. (1753) typus — Дзанникеллия болотная
- Zannichellia peltata Bertol. (1855)

## Кариология
Число хромосом (2n) варьирует от 12-14 (Zannichellia obtusifolia, Zannichellia contorta и Zannichellia peltata) до 26-28 (Zannichellia palustris).

## Охрана
Дзанникеллия болотная включена во многие Красные книги субъектов Российской Федерации, в том числе в республиках Карелия, Калмыкия, Марий Эл, Крым, а также Мурманской, Нижегородской, Калужской, Вологодской, Псковской, Иркутской областях.